# Ernholm
Ernholm är en ö (holme) i kommundelen Nagu i Pargas stad i Finland.   Den ligger i landskapet Egentliga Finland, i den syd-västra delen av landet.
Ernholm ligger granne med Kyrkbacken i Nagu och har bland annat ett större egnahemshusområde i anslutning till tätorten. På Ernholm finns även Ernholm gård, som är känd som den plats där konstnären Victor Westerholm tillbringade sin barndoms somrar. Till minnet av honom finns i dag på Ernholm den populära Westerholmstigen.

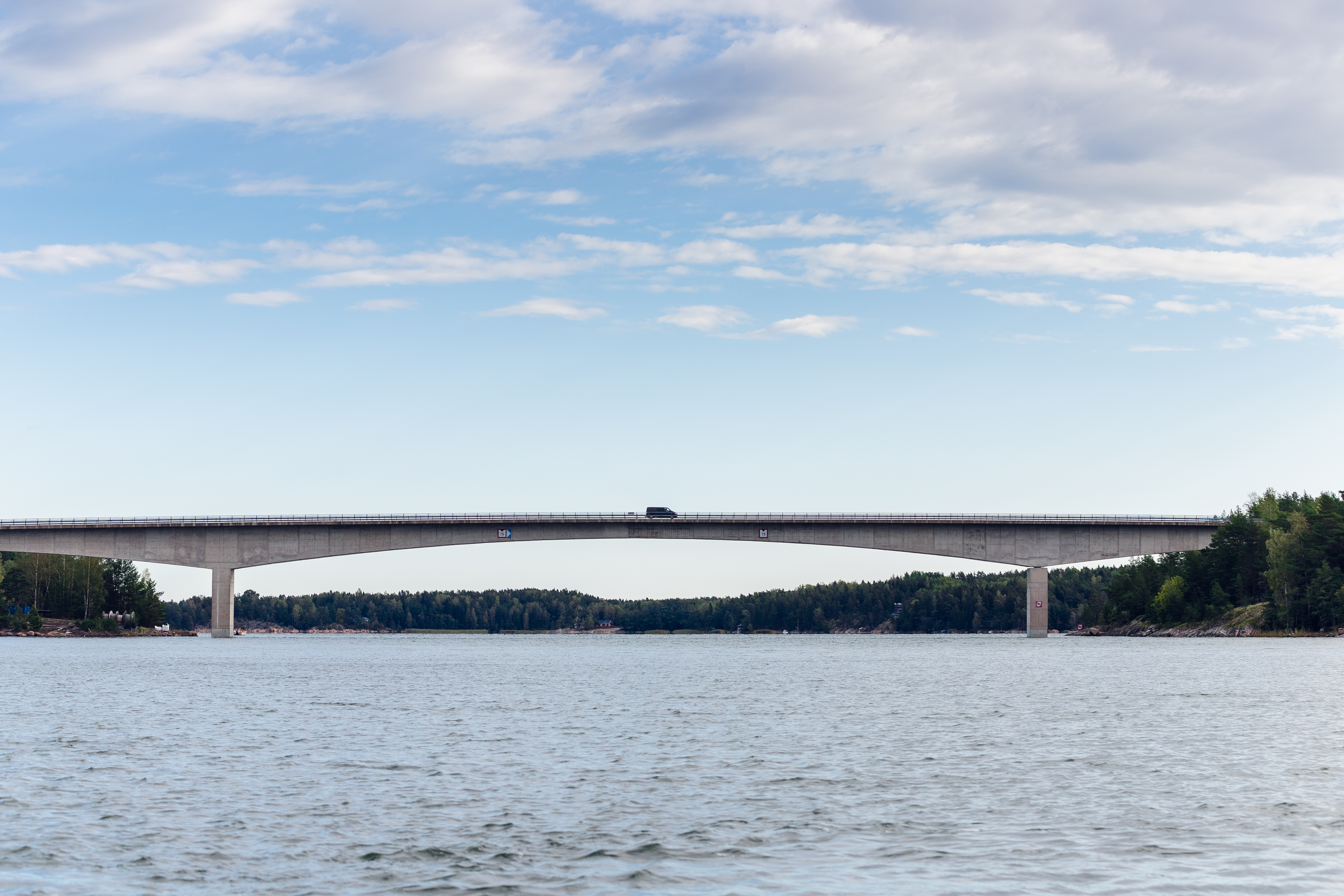
Norrströmsbron mellan Ernholm och Biskopsö.